# 5296 Friedrich
5296 Friedrich eller 9546 P-L är en asteroid i huvudbältet som upptäcktes den 17 oktober 1960 av den nederländsk-amerikanske astronomen Tom Gehrels och det nederländska astronomparet Ingrid van Houten-Groeneveld och Cornelis Johannes van Houten vid Palomarobservatoriet. Den är uppkallad efter den svensk-tyske konstnären Caspar David Friedrich.
Asteroiden har en diameter på ungefär 19 kilometer och den tillhör asteroidgruppen Themis.